# Suzuki GSX 250R
La Suzuki GSX 250R (scritto anche GSX250R, GSX250 R o GSX-250R) è una motocicletta sportiva prodotta dalla casa motociclistica giapponese Suzuki dal 2017.

## Profilo e contesto
Presentata ad EICMA nel novembre 2016, utilizza un motore a quattro tempi e a due cilindri in linea disponibile nell'unica cilindrata di 248 cm³. Il propulsore ha l'iniezione, 
è raffreddato a liquido con una potenza dichiarata di 25 CV e 23,4 Nm di coppia.
La sospensione anteriore utilizzata una forcella telescopica regolabile, al posteriore invece monta un mono ammortizzatore anch'esso regolabile. Il sistema frenante è composto da due dischi, uno per ciascuna ruota.
Dotata di un cambio a sei velocità, la moto utilizza.una frizione a dischi multipli in bagno d'olio. Il motore è alloggiato all'interno del telaio a doppia trave in acciaio.